# Erosa erosa
Erosa erosa är en fiskart som först beskrevs av Cuvier 1829.  Erosa erosa ingår i släktet Erosa och familjen Synanceiidae. Inga underarter finns listade i Catalogue of Life.